# Primární lymfom CNS
Primární lymfom CNS, zkr. PCNSL anebo mikrogliom je typ primárně nitrolebečního nádoru mozku. Nádor se vyskytuje převážně v případech imunosuprese, typicky u pacientů s AIDS a představuje cca 20 % všech lymfomů u HIV pozitivních. Etiologie nádoru je u imunokompetentních nemocných nejasná. U pacientů s imunodeficitem byla ve většině případů prokázána souvislost s infekcí virem Epstein-Barrové.

## Diagnóza a léčba
Běžnými příznaky jsou závratě, pocení, ztráta tělesné hmotnosti, poruchy zraku a sluchu, parézy končetin nebo svalů a epileptické záchvaty. Dále se objevujediplopie, dysfagie a vertigo. Diagnóza je stanovena na základě histologického vyšetření vzorku stereotaktické biopsie. U pacientů s AIDS se užívá vyšetření mozkomíšního moku nebo PET. K léčbě se užívá radioterapie a intenzivní chemoterapie. Vzhledem k hluboké lokalizaci a častému mikropostižení nemá chirurgická operace smysl.